# Reginaldo Ndong
Reginaldo Michá Ndong Mangue (ur. 14 października 1986) – lekkoatleta z Gwinei Równikowej, sprinter, którego specjalizacją jest bieg na 100 metrów. Jego rekord życiowy na tym dystansie wynosi 10,96 s. Startował na mistrzostwach świata (2003, 2005 i 2007) oraz na igrzyskach olimpijskich (2008). Na żadnej z tych imprez nie awansował do drugiej rundy.

## Rekordy życiowe
| Dystans       | Wynik (s) | Miejsce  | Data             |
| ------------- | --------- | -------- | ---------------- |
| Bieg na 60 m  | 7,72      | Walencja | 7 marca 2008     |
| Bieg na 100 m | 10,96     | Malabo   | 20 kwietnia 2005 |